# Cal Segarres
Cal Segarres és una casa d'Almoster (Baix Camp) protegida com a Bé Cultural d'Interès Local.

## Descripció
Edifici situat a la cantonada entre la Plaça de l'Església i el carrer de l'Abadia. És una construcció de planta poligonal, fent xamfrà en una de les seves façanes. Aquesta és la que conserva els elements arquitectònics més antics i interessants. En la planta baixa es veu el parament de maçoneria i el portal d'arc de mig punt adovellat. Les plantes superiors es presenten arrebossades, i en el primer pis de la façana del xamfrà s'obre una galeria d'arcades.